# Eleições estaduais em Santa Catarina em 1986
As eleições estaduais em Santa Catarina em 1986 ocorreram em 15 de novembro como parte das eleições gerais no Distrito Federal, em 23 estados e nos territórios federais do Amapá e Roraima. Foram eleitos o governador Pedro Ivo Campos, o vice-governador Casildo Maldaner e os senadores Dirceu Carneiro e Nelson Wedekin, além de 16 deputados federais e 40 deputados estaduais.
Natural de Florianópolis, o governador Pedro Ivo Campos foi aluno da Escola Preparatória de Cadetes de Porto Alegre em 1947 e no ano seguinte ingressou na Academia Militar das Agulhas Negras sendo reformado no posto de coronel do Exército Brasileiro dedicando-se posteriormente às funções de administrador e corretor de imóveis. Filiado ao MDB após o Regime Militar de 1964 presidiu o diretório municipal em Joinville elegendo-se deputado estadual em 1966 e 1970 e embora tenha perdido a prefeitura de Joinville em 1968 foi vitorioso em 1972 graduando-se em Administração de Empresas pelo Centro Universitário de Brasília no ano seguinte e após o fim do mandato elegeu-se deputado federal em 1978 filiando-se ao PMDB do qual, a exemplo do ocorrido nos tempos de MDB, foi presidente estadual.
Vencido por Jorge Bornhausen na eleição para senador em 1982 foi presidente das Telecomunicações de Santa Catarina durante o primeiro ano do Governo Sarney deixando a empresa para disputar o governo estadual num pleito onde as forças governistas apresentaram-se divididas, pois o grupo do senador Jorge Bornhausen apresentou o nome de Vilson Kleinübing (PFL) enquanto o governador Esperidião Amin lançou Amilcar Gazaniga (PDS). Falecido em pleno exercício do mandato em 27 de fevereiro de 1990 vítima de câncer, Pedro Ivo Campos foi sucedido pelo vice-governador Casildo Maldaner, gaúcho de Carazinho radicado em Santa Catarina desde a infância e com origem política na UDN sendo eleito vereador em Modelo em 1962 e após alguns anos foi eleito deputado federal pelo MDB e depois PMDB em 1974, 1978 e 1982.
A vitória do PMDB também permitiu a eleição dos deputados federais Dirceu Carneiro e Nelson Wedekin para o Senado Federal e deu ao partido as maiores bancadas entre os deputados federais e estaduais que foram escolhidos.

## Resultado da eleição para governador
Segundo o Tribunal Regional Eleitoral de Santa Catarina houve 348.076 votos em branco (19,35%) e 75.736 votos nulos (4,21%), calculados sobre o comparecimento de 2.222.495 eleitores com os 1.798.683 votos nominais assim distribuídos:
| Candidatos a governador do estado | Candidatos a vice-governador     | Número | Coligação            | Votação | Percentual |
| --------------------------------- | -------------------------------- | ------ | -------------------- | ------- | ---------- |
| Pedro Ivo Campos PMDB             | Casildo Maldaner PMDB            | 15     | PMDB (sem coligação) | 886.414 | 49,28%     |
| Vilson Kleinübing PFL             | Fernando Marcondes de Mattos PFL | 25     | (PFL, PTB, PDC)      | 551.423 | 30,66%     |
| Amilcar Gazaniga PDS              | Cairu Hack PDS                   | 11     | PDS (sem coligação)  | 298.702 | 16,60%     |
| Raul Guenther PT                  | Francisco Álvaro Veríssimo PT    | 13     | PT (sem coligação)   | 50.139  | 2,79%      |
| Acácio Bernardes PDT              | Pedro Esaú Conti PDT             | 12     | PDT (sem coligação)  | 12.005  | 0,67%      |
| Fontes:                           |                                  |        |                      |         |            |

## Resultado da eleição para senador

Candidato a Senador mais votado por município
Dirceu Carneiro
Nelson Wedekin
Evelásio Vieira
Colombo Salles
Cid Pedroso
Vasco Furlán
Milton Sander
Osvaldo Della Giustina
Nilson Bender
Evaldo Amaral
Aldair Muncinelli

Segundo o Tribunal Regional Eleitoral de Santa Catarina houve 1.145.661 votos em branco (38,09%) e 291.270 votos nulos (9,68%), com os 3.008.059 votos nominais assim distribuídos:
| Candidatos a senador da República | Candidatos a suplente de senador                     | Número | Coligação              | Votação | Percentual |
| --------------------------------- | ---------------------------------------------------- | ------ | ---------------------- | ------- | ---------- |
| Dirceu Carneiro PMDB              | Márcio Berezoski PMDB                                | 155    | PMDB (sublegenda dois) | 566.803 | 18,84%     |
| Nelson Wedekin PMDB               | Altair de Marco PMDB                                 | 151    | PMDB (sublegenda um)   | 521.201 | 17,33%     |
| Evelásio Vieira PMDB              | Odorico Fortunato PMDB -                             | 152    | PMDB (sublegenda um)   | 310.753 | 10,33%     |
| Colombo Salles PDS                | -                                                    | 112    | PDS (sublegenda um)    | 259.577 | 8,63%      |
| Cid Pedroso PMDB                  | Lúcio Cavaler PMDB -                                 | 154    | PMDB (sublegenda dois) | 225.961 | 7,51%      |
| Vasco Furlan PDS                  | -                                                    | 116    | PDS (sublegenda dois)  | 225.242 | 7,49%      |
| Milton Sander PDS                 | -                                                    | 111    | PDS (sublegenda um)    | 140.957 | 4,69%      |
| Américo Faria PDS                 | -                                                    | 115    | PDS (sublegenda dois)  | 113.156 | 3,76%      |
| Osvaldo Della Giustina PFL        | -                                                    | 253    | PFL (em sublegenda)    | 109.598 | 3,64%      |
| Pedro Colin PFL                   | -                                                    | 251    | PFL (em sublegenda)    | 102.625 | 3,41%      |
| Nilson Bender PDS                 | -                                                    | 113    | PDS (sublegenda um)    | 90.338  | 3,00%      |
| Evaldo Amaral PFL                 | -                                                    | 252    | PFL (em sublegenda)    | 81.317  | 2,70%      |
| Isolde Espíndola PT               | Tomaz Joaquim Salvador PT José Carlos Martins PT     | 132    | PT (sem coligação)     | 74.477  | 2,48%      |
| Reinaldo Brasiliense Machado PT   | Alfredo Augusto Müller PT Eliana Marília Faria PT    | 131    | PT (sem coligação)     | 57.452  | 1,91%      |
| Aldair Muncinelli PDS             | -                                                    | 114    | PDS (sublegenda dois)  | 48.558  | 1,62%      |
| Laer Teresinha Gomes PDC          | Vera Lúcia Hipólito da Silva PDC Manoel Valentim PDC | 171    | (PFL, PTB, PDC)        | 30.395  | 1,01%      |
| Gert Roland Fischer PDT           | Santo Zacarias Gomes PDT -                           | 121    | PDT (sem coligação)    | 22.344  | 0,74%      |
| Gilberto Schreiner Pereira PDT    | Valmir Gentil Aguiar PDT -                           | 122    | PDT (sem coligação)    | 14.299  | 0,48%      |
| Dibo Elias PCdoB                  | Margarete Correa Fletes PCdoB -                      | 241    | PCdoB (sem coligação)  | 13.006  | 0,43%      |
| Fontes:                           |                                                      |        |                        |         |            |

## Deputados federais eleitos
São relacionados os candidatos eleitos com informações complementares da Câmara dos Deputados.

Representação eleita
  PMDB: 9
  PDS: 4
  PFL: 3

| Número  | Deputados federais eleitos | Partido | Votação | Percentual | Cidade onde nasceu | Unidade federativa |
| 1540    | Luiz Henrique da Silveira  | PMDB    | 81.368  | 3,88%      | Blumenau           | Santa Catarina     |
| 1586    | Vilson Souza               | PMDB    | 66.400  | 3,17%      | Luiz Alves         | Santa Catarina     |
| 2526    | Victor Fontana             | PFL     | 63.995  | 3,05%      | Santa Maria        | Rio Grande do Sul  |
| 1105    | Antônio Carlos Konder Reis | PDS     | 59.042  | 2,82%      | Itajaí             | Santa Catarina     |
| 1511    | Alexandre Puzyna           | PMDB    | 53.419  | 2,55%      | Curitiba           | Paraná             |
| 1530    | Eduardo Pinho Moreira      | PMDB    | 52.608  | 2,51%      | Laguna             | Santa Catarina     |
| 1522    | Paulo Macarini             | PMDB    | 51.420  | 2,45%      | Capinzal           | Santa Catarina     |
| 1567    | Renato Viana               | PMDB    | 47.595  | 2,27%      | Blumenau           | Santa Catarina     |
| 1513    | Francisco Küster           | PMDB    | 46.032  | 2,20%      | São Joaquim        | Santa Catarina     |
| 1130    | Artenir Werner             | PDS     | 44.912  | 2,14%      | Rio do Sul         | Santa Catarina     |
| 2520    | Orlando Pacheco            | PFL     | 42.138  | 2,01%      | Itajaí             | Santa Catarina     |
| 1515    | Walmor de Luca             | PMDB    | 41.686  | 1,99%      | Criciúma           | Santa Catarina     |
| 1510    | Ivo Vanderlinde            | PMDB    | 41.404  | 1,97%      | Braço do Norte     | Santa Catarina     |
| 1138    | Henrique Córdova           | PDS     | 40.634  | 1,94%      | Lages              | Santa Catarina     |
| 2535    | Cláudio Ávila da Silva     | PFL     | 40.100  | 1,91%      | Florianópolis      | Santa Catarina     |
| 1141    | Ruberval Pilotto           | PDS     | 39.111  | 1,87%      | Urussanga          | Santa Catarina     |
| Fontes: |                            |         |         |            |                    |                    |

## Deputados estaduais eleitos
Havia quarenta cadeiras na Assembleia Legislativa de Santa Catarina.

Representação eleita
  PMDB: 19
  PDS: 12
  PFL: 6
  PDC: 1
  PDT: 1
  PT: 1

| Número  | Deputados estaduais eleitos | Partido | Votação | Percentual | Cidade onde nasceu   | Unidade federativa |
| 17111   | Francisco Mastella          | PDC     | 36.464  | 1,75%      | Nova Veneza          | Santa Catarina     |
| 15197   | Raulino Rosskamp            | PMDB    | 28.935  | 1,39%      | Joinville            | Santa Catarina     |
| 11203   | Heitor Sché                 | PDS     | 27.341  | 1,31%      | Rio do Sul           | Santa Catarina     |
| 15222   | Juarez Furtado              | PMDB    | 25.820  | 1,24%      | Lages                | Santa Catarina     |
| 11143   | Altair Guidi                | PDS     | 24.159  | 1,16%      | Criciúma             | Santa Catarina     |
| 11165   | Leodegar Tiscoski           | PDS     | 23.775  | 1,14%      | Sombrio              | Santa Catarina     |
| 15137   | Ademar Frederico Duwe       | PMDB    | 23.511  | 1,13%      | Jaraguá do Sul       | Santa Catarina     |
| 11223   | Pedro Bittencourt           | PDS     | 22.779  | 1,09%      | Florianópolis        | Santa Catarina     |
| 15140   | João Batista Matos          | PMDB    | 22.642  | 1,09%      | Ituporanga           | Santa Catarina     |
| 11211   | Otávio Santos               | PDS     | 22.253  | 1,07%      | Paulo Lopes          | Santa Catarina     |
| 15133   | Iraí Zílio                  | PMDB    | 21.639  | 1,04%      | Catanduvas           | Santa Catarina     |
| 11130   | Hugo Biehl                  | PDS     | 20.490  | 0,98%      | Piratuba             | Santa Catarina     |
| 15156   | Valdir Cesar Baretta        | PMDB    | 19.837  | 0,95%      | Capinzal             | Santa Catarina     |
| 25133   | Vânio de Oliveira           | PFL     | 19.760  | 0,95%      | Criciúma             | Santa Catarina     |
| 11267   | Paulo Bauer                 | PDS     | 19.280  | 0,93%      | Blumenau             | Santa Catarina     |
| 15211   | João Omar Macagnan          | PMDB    | 18.776  | 0,90%      | Concórdia            | Santa Catarina     |
| 15128   | João Gaspar Rosa            | PMDB    | 18.432  | 0,88%      | Joinville            | Santa Catarina     |
| 15150   | Dércio Knop                 | PMDB    | 18.258  | 0,88%      | Palmeira das Missões | Rio Grande do Sul  |
| 15106   | Stélio Boabaid              | PMDB    | 17.939  | 0,86%      | Rosário              | Maranhão           |
| 15170   | Lírio Rosso                 | PMDB    | 17.933  | 0,86%      | Criciúma             | Santa Catarina     |
| 15101   | Paulo Afonso Vieira         | PMDB    | 17.731  | 0,85%      | Teresina             | Piauí              |
| 11271   | Ivan Ranzolin               | PDS     | 17.385  | 0,83%      | Lages                | Santa Catarina     |
| 15210   | Rivaldo Antonio Macari      | PMDB    | 17.345  | 0,83%      | Rio de Janeiro       | Rio de Janeiro     |
| 25160   | Júlio Garcia                | PFL     | 17.129  | 0,82%      | Florianópolis        | Santa Catarina     |
| 11134   | Wilson Wan-Dall             | PDS     | 17.089  | 0,82%      | Gaspar               | Santa Catarina     |
| 25200   | Raimundo Colombo            | PFL     | 17.002  | 0,82%      | Lages                | Santa Catarina     |
| 15215   | Aloísio Piazza              | PMDB    | 16.648  | 0,80%      | Florianópolis        | Santa Catarina     |
| 11159   | Mário Cavallazzi            | PDS     | 16.134  | 0,77%      | Florianópolis        | Santa Catarina     |
| 15131   | Nelson Locatelli            | PMDB    | 15.672  | 0,75%      | Lajeado              | Rio Grande do Sul  |
| 11121   | José Zeferino Pedroso       | PDS     | 15.581  | 0,75%      | Campos Novos         | Santa Catarina     |
| 15255   | Lauro de Brito              | PMDB    | 15.474  | 0,74%      | Tijucas              | Santa Catarina     |
| 15230   | José Luiz Cunha             | PMDB    | 15.409  | 0,74%      | Major Gercino        | Santa Catarina     |
| 15181   | Gasparino Raimondi          | PMDB    | 14.910  | 0,72%      | Marcelino Ramos      | Rio Grande do Sul  |
| 15201   | Nilton Jacinto              | PMDB    | 14.871  | 0,71%      | Tubarão              | Santa Catarina     |
| 11112   | Jarvis Gaidzinski           | PDS     | 14.762  | 0,71%      | Criciúma             | Santa Catarina     |
| 25221   | Cesar Souza                 | PFL     | 13.530  | 0,65%      | Rio do Sul           | Santa Catarina     |
| 25105   | João Romário Carvalho       | PFL     | 12.166  | 0,58%      | Mafra                | Santa Catarina     |
| 12124   | Nodgi Pellizzetti           | PDT     | 12.003  | 0,58%      | Curitiba             | Paraná             |
| 25255   | Sidney Pacheco              | PFL     | 11.595  | 0,56%      | Florianópolis        | Santa Catarina     |
| 13203   | Luci Choinacki              | PT      | 6.068   | 0,29%      | Descanso             | Santa Catarina     |
| Fontes: |                             |         |         |            |                      |                    |